# Stylidium alsinoides
Stylidium alsinoides är en tvåhjärtbladig växtart som beskrevs av Robert Brown. Stylidium alsinoides ingår i släktet Stylidium och familjen Stylidiaceae. Inga underarter finns listade i Catalogue of Life.